# 岳温泉
岳温泉（だけおんせん）は福島県二本松市（旧国陸奥国、明治以降は岩代国）にある活火山安達太良山の中腹にある温泉。1955年（昭和30年）に国民保養温泉の一つに指定された。
岳温泉旅館協同組合は、何か目玉になるものを作ろうということで、「ミニ独立国」ブームにあやかり、1982年（昭和57年）4月28日にニコニコ共和国を「開国」した。

## 泉質
- 単純酸性泉
  - 源泉温度68℃
  - 豊富な湯量

### 効能
- 胃腸病・神経痛

※注 : 効能は万人にその効果を保証するものではない

## 温泉街

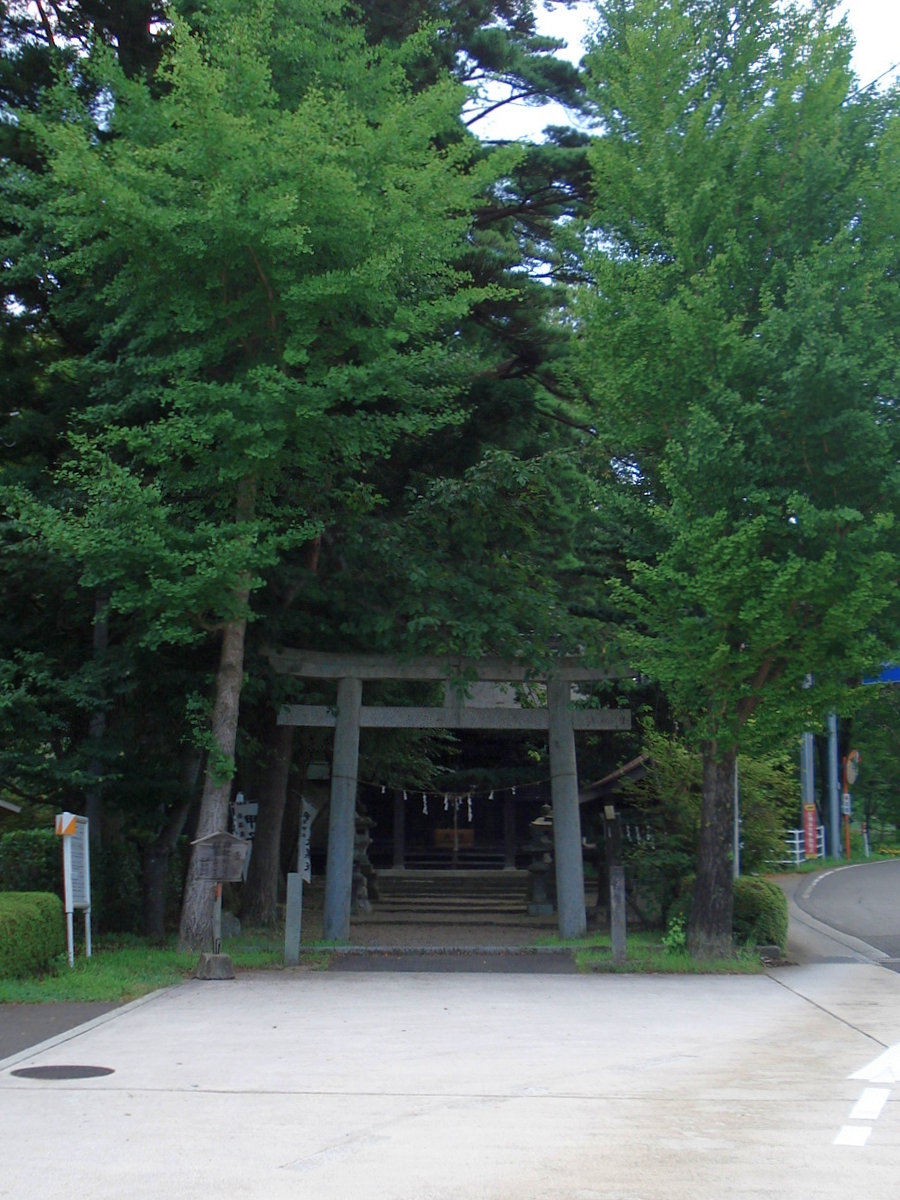
岳温泉神社

源泉は安達太良山直下にあるくろがね小屋近辺にある。そこから温泉街の距離は8kmも離れており、引湯管を用いて湯を供給している。
普段は透明なお湯であるが、週に一度だけ乳白色のにごり湯になり、"ミルキーデイ"とよばれ岳温泉名物の一つとなっている。ミルキーデイは基本的に毎週月曜日となることが多いが、悪天候や諸事情により日程がずれこむことがある。
源泉は硫黄をはじめとする温泉成分が濃いため、空気に触れるとすぐに温泉が流れる樹脂パイプ内に湯花が付着してしまい、放っておくとパイプが詰まり温泉街にお湯が届かなくなる。湯守(ゆもり)と呼ばれる人たちによって週に一度、パイプ内の湯花を落とす作業を行う。これを湯花流しといい、冬でもスノーシューを履いて源泉地帯まで歩いていき、雪の中から源泉や点検口を掘り出して湯花流しを行っている。湯花流しをすることで、透明なお湯が乳白色のにごり湯になり、普段よりも一層なめらかなお湯になる。
高村光太郎の『智恵子抄』に詠われた安達太良山の広い斜面にあり、同じく詠われた阿武隈川を見下ろせる。温泉街の一角に、岳温泉神社がある。

## 歴史

### 開湯からの歩み
『日本三代実録』の貞観5年（863年）10月29日の条の「小結温泉に従五位下を授ける」、また『日本紀略』の寛平9年（897年）9月7日の条にある「小陽日温泉に正五位下を授ける」とある温泉（小結温泉や小陽日温泉〈こゆい温泉〉）は岳温泉を指しているといわれ、平安時代には京都でも知られていた。
江戸時代中期までは「陽日（ゆい）温泉」と呼ばれていて源泉地付近に温泉街があり、番所や藩主の御殿があったほか湯女も許可されるなど、歓楽温泉場として遠くは水戸などからも来湯する客で賑わいを博していた。しかし1824年（文政7年）8月に土石流によって温泉街が埋まり、200人を超す死傷者を出す大惨事となった（岳山変事または岳山崩れ）。その翌年の1825年（文政8年）に現在地より少し北の、陽日温泉から見て湯川（阿賀野川水系の湯川とは別の川である）の下流に当たる場所（現在の塩沢温泉付近）に移転して「十文字岳温泉」を名乗り、温泉街の高台に藩主御殿や温泉神社が設けられ、中心地に総檜造り2階建ての旅館14軒と共同浴場3軒、他に茶屋・商店・工房が軒を連ねる、いわば温泉テーマパーク型温泉地として再建された。この時から引湯管を用いた温泉供給が始まった。
十文字岳温泉はそれからしばらく栄えたが、戊辰戦争の際に薩長を中心とした軍勢の拠点になることを防ぐため、温泉街は二本松藩によって焼き払われた。その後、1870年（明治3年）に現在地の南西に当たる別地に「深掘温泉」として温泉街が再建されたが、明治維新の動乱期ということもあって過去の温泉街のような賑わいはなく、民家を改装した小さな旅館9軒と共同浴場2軒、湯治客向けの店4軒の素朴な温泉場となった。それでも近在近郷の湯治客に親しまれていたが、1903年（明治36年）10月に旅館からの失火による火災で再び全滅した。

### 温泉街の再建
2年後の1906年（明治39年)に地元の有志17名が岳温泉株式合資会社を設立し、国有林を払い下げてもらい、道路の整備に加え旅館・商店・共同浴場を設置して現在の岳温泉の原型を作るが、1923年（大正12年）に経営不振で倒産した。その後台湾開発で財を築き台湾商工会議所の元会頭も務めた実業家の木村泰治（1870 - 1961） が投資価値ありと判断して、岳温泉株式合資会社の負債を肩代わりし、土地と温泉の権利一切を6万円で買収した。そして1948年(昭和23年) に湯元から管を4000本以上つないで引湯し、温泉街を再建した。
1955年（昭和30年）8月24日、国民保養温泉地に指定。
1982年（昭和57年）4月28日、岳温泉旅館協同組合がニコニコ共和国を「開国」した。

## アクセス
- 公共交通：JR二本松駅から福島交通の路線バスがある。かつてはJR本宮駅からコミュニティバスが運行されていたが2022年3月のダイヤ改正で廃線となった。
- 車：最寄の高速道路のインターチェンジは、東北自動車道二本松IC。

## ニコニコ共和国（The Republic of Niko Niko）

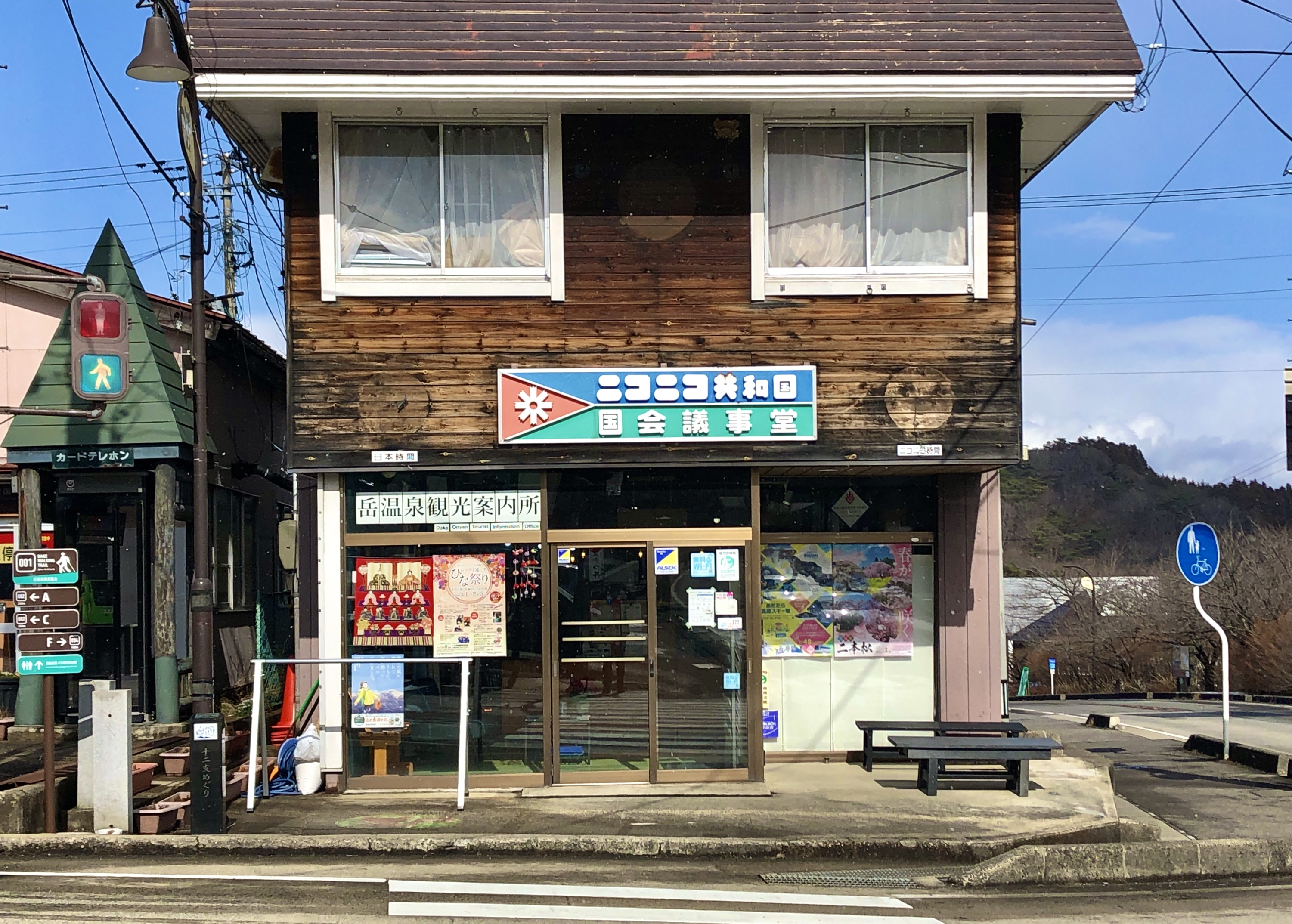
旧国会議事堂

1981年（昭和56年）、井上ひさし原作の小説、「吉里吉里人」によって、日本各地に「ミニ独立国」ブームが起こった。同時期の1982年（昭和57年）に東北新幹線が開業すると、当温泉の最寄り駅である在来線の二本松駅に停車する特急・急行列車が激減する事態となり、観光客減少に危機感を抱いた岳温泉旅館協同組合は、何か目玉になるものを作ろうということで、「ミニ独立国」ブームにあやかり、1982年（昭和57年）4月28日に「開国」した。人口は1,200人。
温泉街入口に「国境」を設置したり、温泉街にある温泉協会事務所を「国会議事堂」、豆腐店を「蛋白研究所」、食堂を「国立議員食堂」と称したりした。パロディとしての要素が強いと思われたが、日本時間より1時間遅い「ニコニコ標準時（UTC+10)」の採用や、温泉街で使用できる地域通貨として「コスモ」を発行するなど、画期的な施策も見られた。当時はマスコミの取材が殺到し、観光客も1982年以前に比較して増加するなど温泉街も大きく賑わった。その後、サマーフェスティバルを毎年行うなど、マンネリ化への対策も考えられてきた。
開国25年目にあたる2006年（平成18年）8月31日、「ニコニコ共和国最後の晩餐」において「日本国への統合」を以って、24年にも渡る長期プロジェクトは終了した。なお、2007年（平成19年）6月にNHK-BS2の「日めくりタイムトラベル」で1982年を特集した際に、東北新幹線開業と関連してニコニコ共和国が取り上げられている。
1983年（昭和58年）7月21日日本全国のミニ独立国(16ヵ国)が岳温泉街に集結し、ニコニコ共和国サミット会議が開催された。
今でも、当時発行されたパスポートやコインなどを手に共和国を懐かしむ宿泊客がいる一方、岳観光協会事務所内に当時を知る世代が居ないことから、岳温泉の歴史を飾る一大プロジェクトの全容をまとめようと、岳温泉観光協会と地元の国際協力機構（JICA）二本松青年海外協力隊訓練所の訓練生による調査が2020年に開始された。

### 設立の背景
東北新幹線の新規開通により、東京から岳温泉へは、大宮と郡山で二度も乗り換えなければならず、時間も在来線に比べて30分短縮するだけ。このままでは仙台・盛岡への通過点になるという懸念・危機感が“独立”への引き金になった。
新幹線が走ると上野から仙台まで2時間20分、盛岡までは3時間58分で、日帰り圏になり郡山、福島は途中下車駅に。「新幹線の開通で、東北の観光地図は塗り替えられる」県内約600のホテル、旅館を対象に調査したところ、新幹線開通で「メリットあり」と答えたのはわずか8%、「変わらない」59%、「マイナス」30%、転廃業を考えているもの9%、という数字が出ていた。

### 憲法
本文は第1章から第9章まで、全41条の構成である。以下は抜粋。

#### 前文
ニコニコ共和国国民は、ひたすら目立ちたがり、と 偶然のきっかけでそうなった閣僚を代表として、われらの町と、われらの未来のために、パロディ精神にのっとり、恒久的な愛と平和と自由、そして繁栄を守ることを決意し、ここに主権が国民に存することも確認し、この憲法を確定する。

ニコニコ共和国国民は、いつもニコニコ、笑顔で挨拶し、平和を維持し、いま混迷する国際社会においても「人間みな兄弟」という恐ろしいまでにシンプルな原理を唱和することで、名誉ある地位を占めたいと強く念願する。

ニコニコ共和国国民は、国家の名誉にかけ、全力を挙げて、豊かな安達太良の自然を守り、しあわせの住む国づくりを達成することを誓う。

#### 第1条
大統領はニコニコ共和国の象徴であり、ニコニコ共和国国民統合の象徴であって、いうなればニコニコ共和国の動くぬいぐるみ看板である。

#### 第2条
大統領の地位は、ひたすら偶然による。偶然でなければ、成行きになる。いずれにしても、まあこれならと、うやむやのうちに閣僚全員を納得させなければならない。

#### 第6条
大統領は無給であるが、閣僚ならびに国民におごることを妨げるものではない。

### 国旗

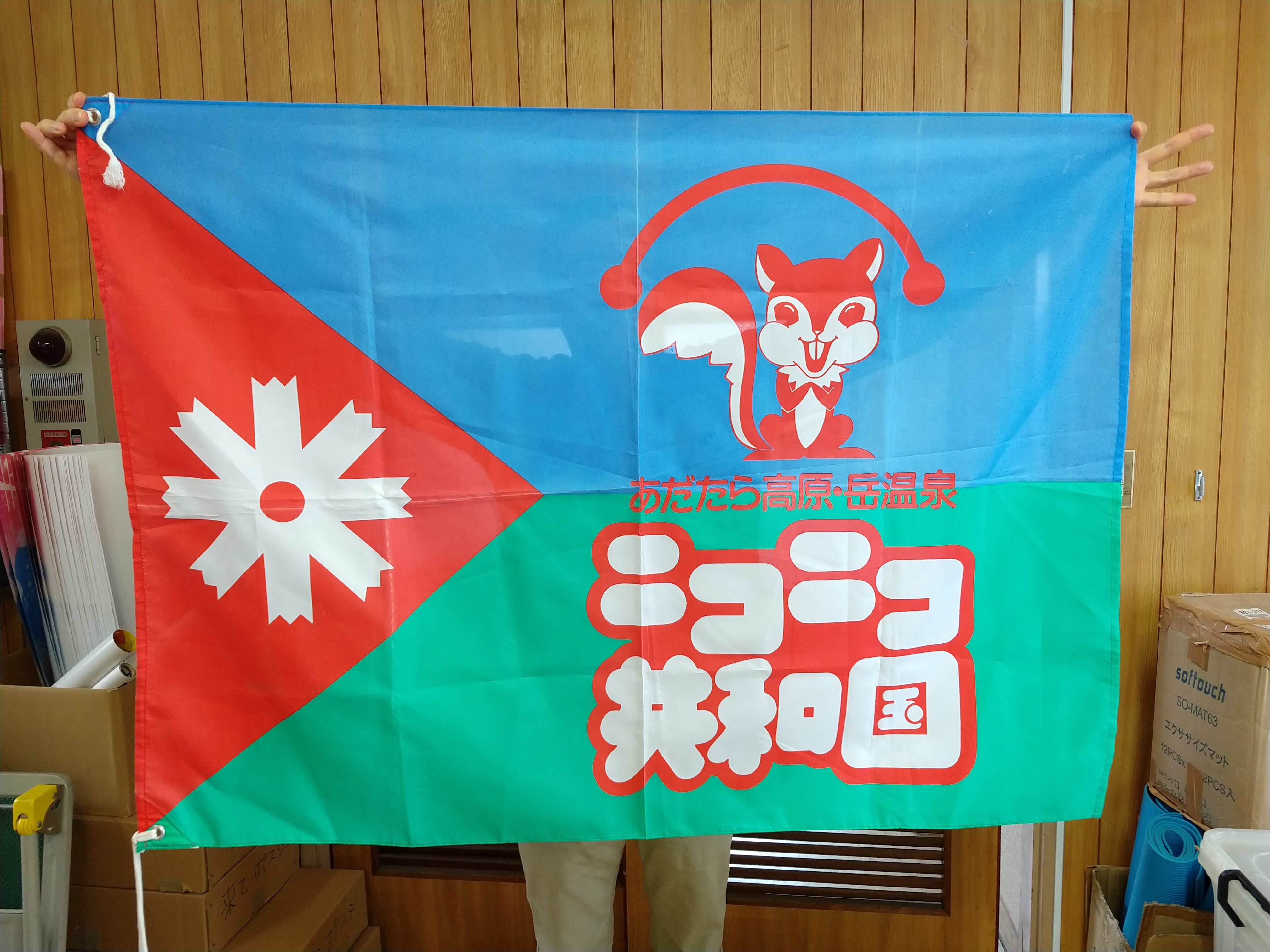
ニコニコ共和国の国旗

リスとコスモスのデザイン。

### 通貨

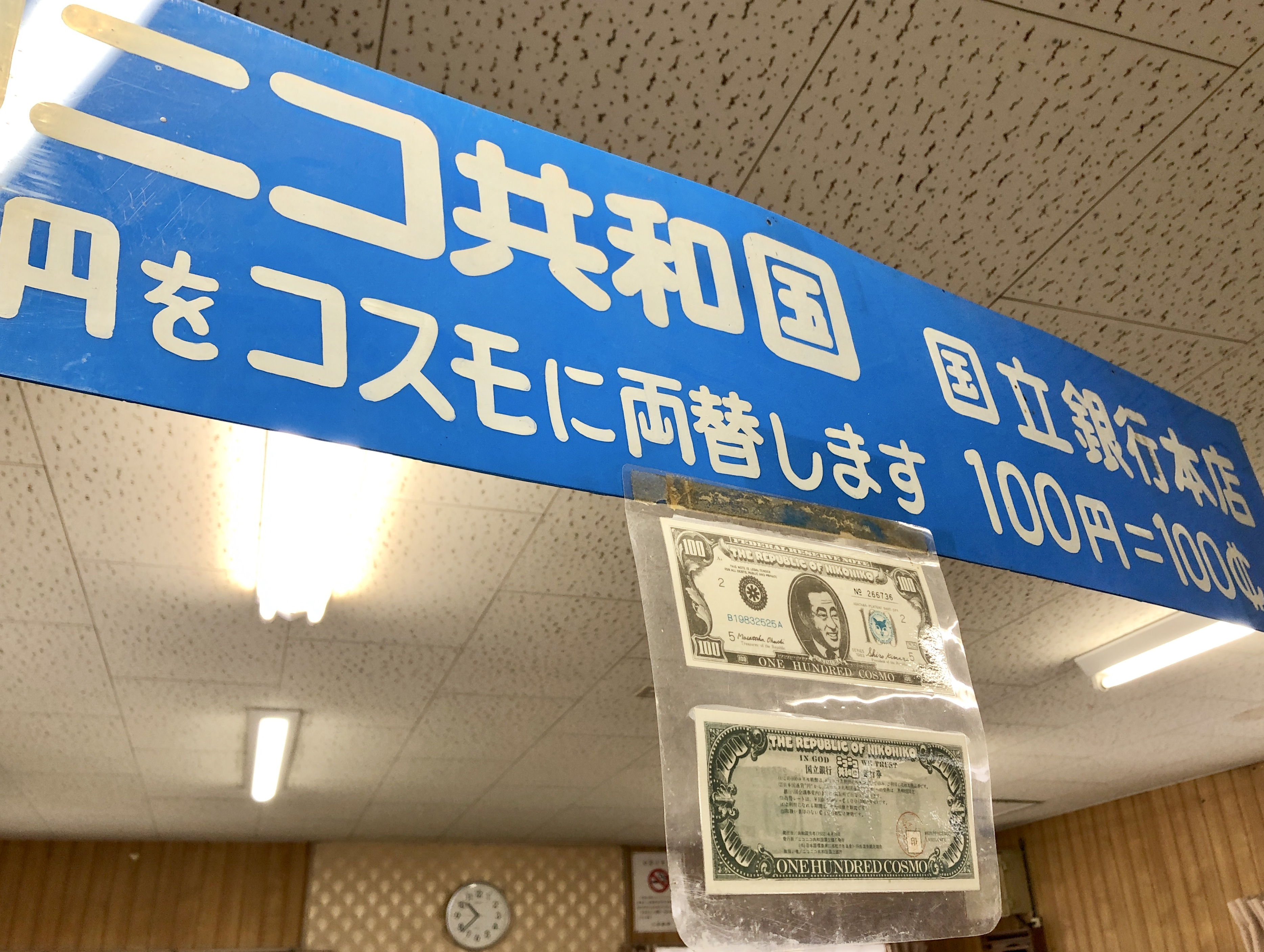
ニコニコ共和国の通貨コスモ

国立銀行（岳温泉観光協会事務所）で日本円とニコニコ共和国通貨を両替することができる。
ニコニコ共和国通貨は、国花のコスモスからとって、コスモという単位に。1コスモ=1円。
初代大統領木村四郎氏の写真が札の真ん中に印刷されている。
国立銀行向かいのニコニコ共和国国立議員食堂（現成駒食堂）の主人は、ナンバー1番の札が欲しいと言って朝6時頃より国立銀行の前に並んだという。
独自通貨を作るにあたっては大蔵省財務局の確認を取り、百円の少額商品券という扱いになった。
初回印刷金額は500万円分。
(2020年2月時点)岳温泉観光協会事務所にて、100円を100コスモ紙幣に両替が可能。岳温泉街の飲食店や土産物店、ファミリーマートなどで実際に使用することができる。
独自通貨「コスモ」紙幣は木村大統領の顔写真を刷り込んだもので、通貨の単位はコスモスから取ったコスモ。

### 閣僚

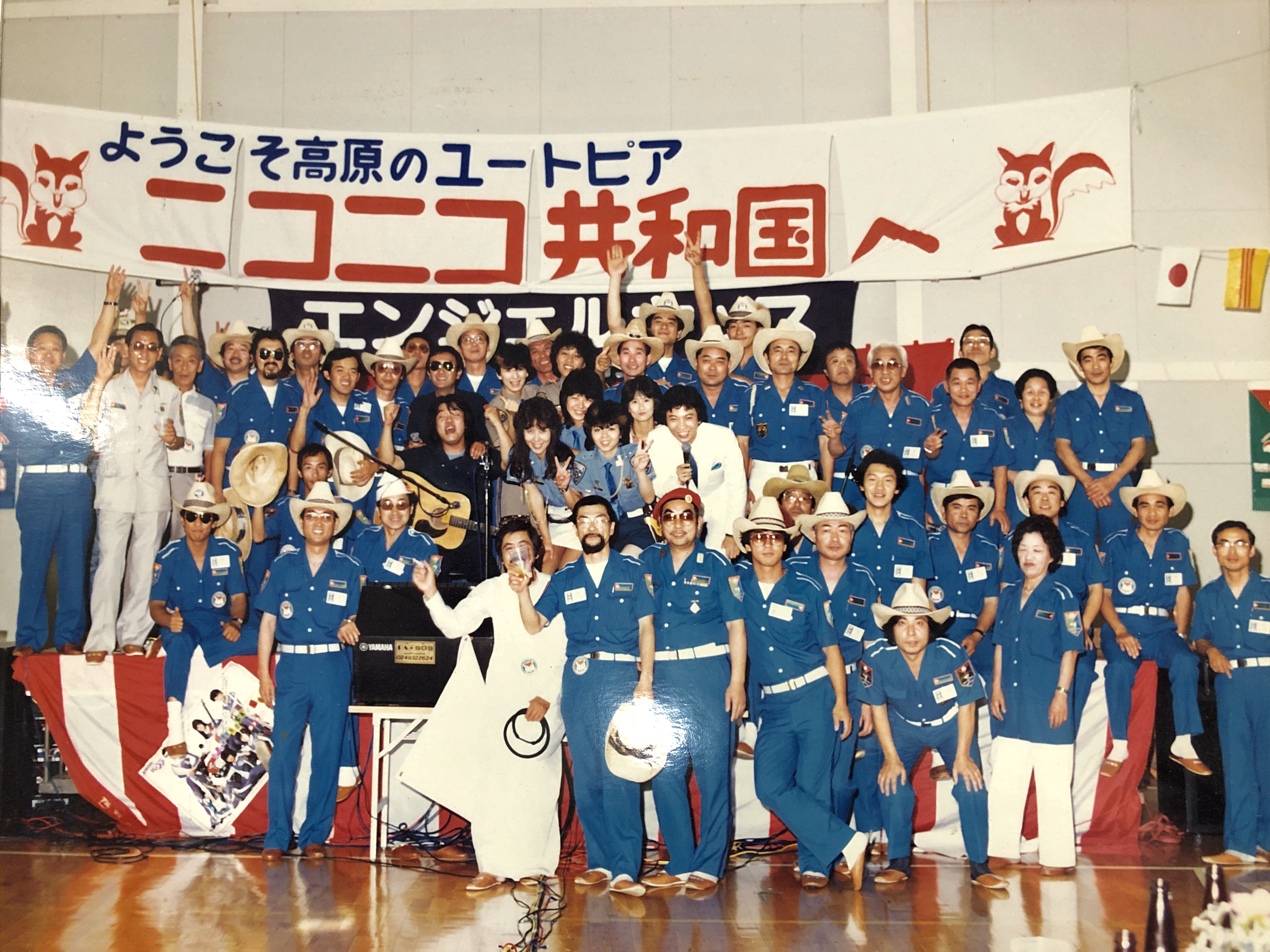
ニコニコ共和国の創成期メンバー

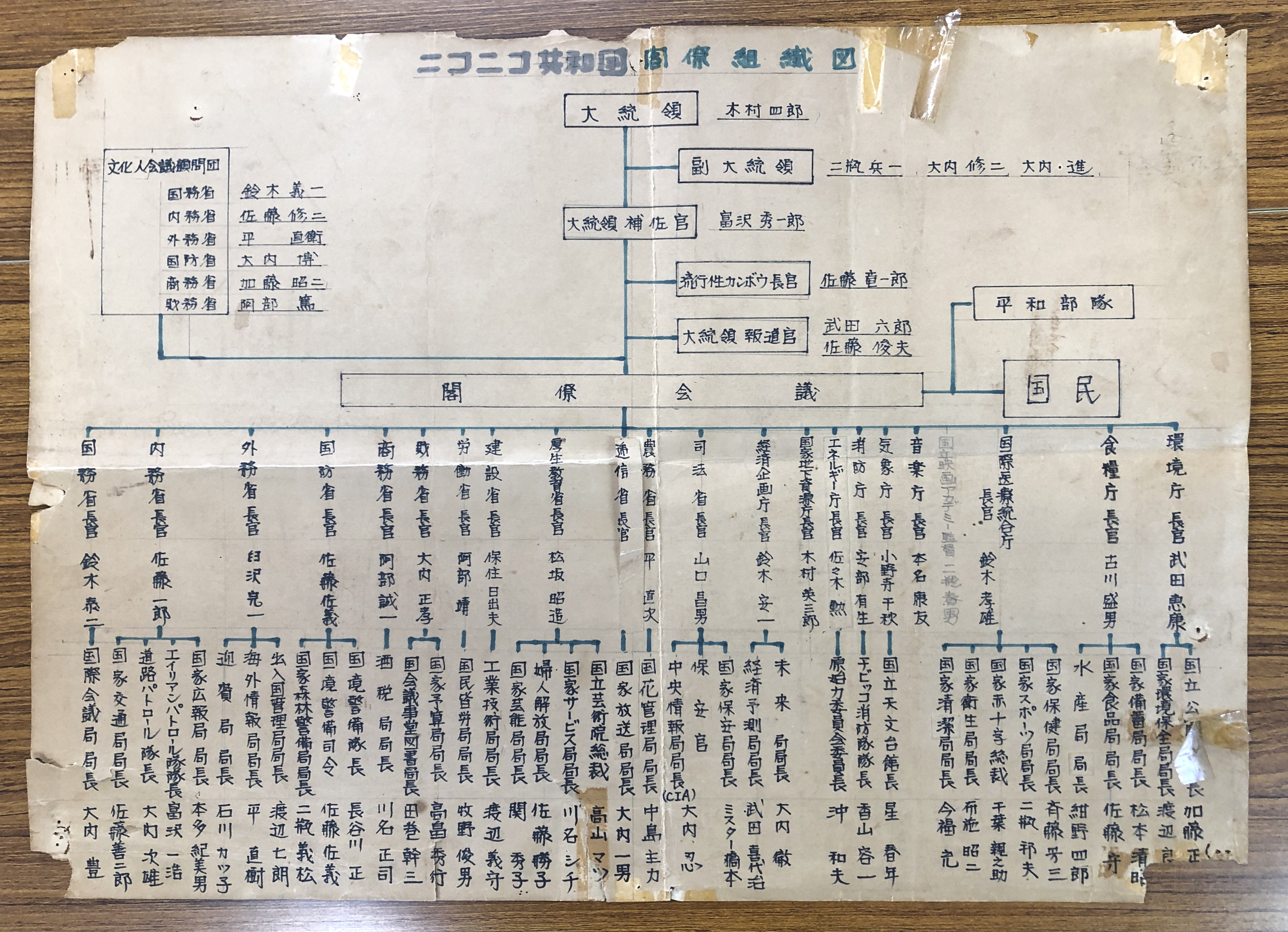
閣僚組織図

ニコニコ共和国設立当初の閣僚メンバーは総勢72名。以下、一部抜粋。
| 大統領             | 観光協会長       |
| 国務省長官         | 旅館の後継者     |
| 内務省長官         | お菓子屋さん     |
| 国防省長官         | 国民宿舎管理人   |
| 消防庁長官         | スナックマスター |
| CIA長官            | おみやげ屋若旦那 |
| 国家保安局長官     | 駐在さん         |
| 地下資源庁長官     | 湯元のオーナー   |
| 国家サービス局長官 | 芸妓えくぼさん   |
| 婦人解放局長官     | 芸妓右近さん     |
| 建設省長官         | 大工さん         |
| 酒税局長官         | 酒屋の二代目     |
| 環境保全局長官     | 床屋さん         |
| 赤十字総裁         | マッサージ師     |

出典:

### 施設

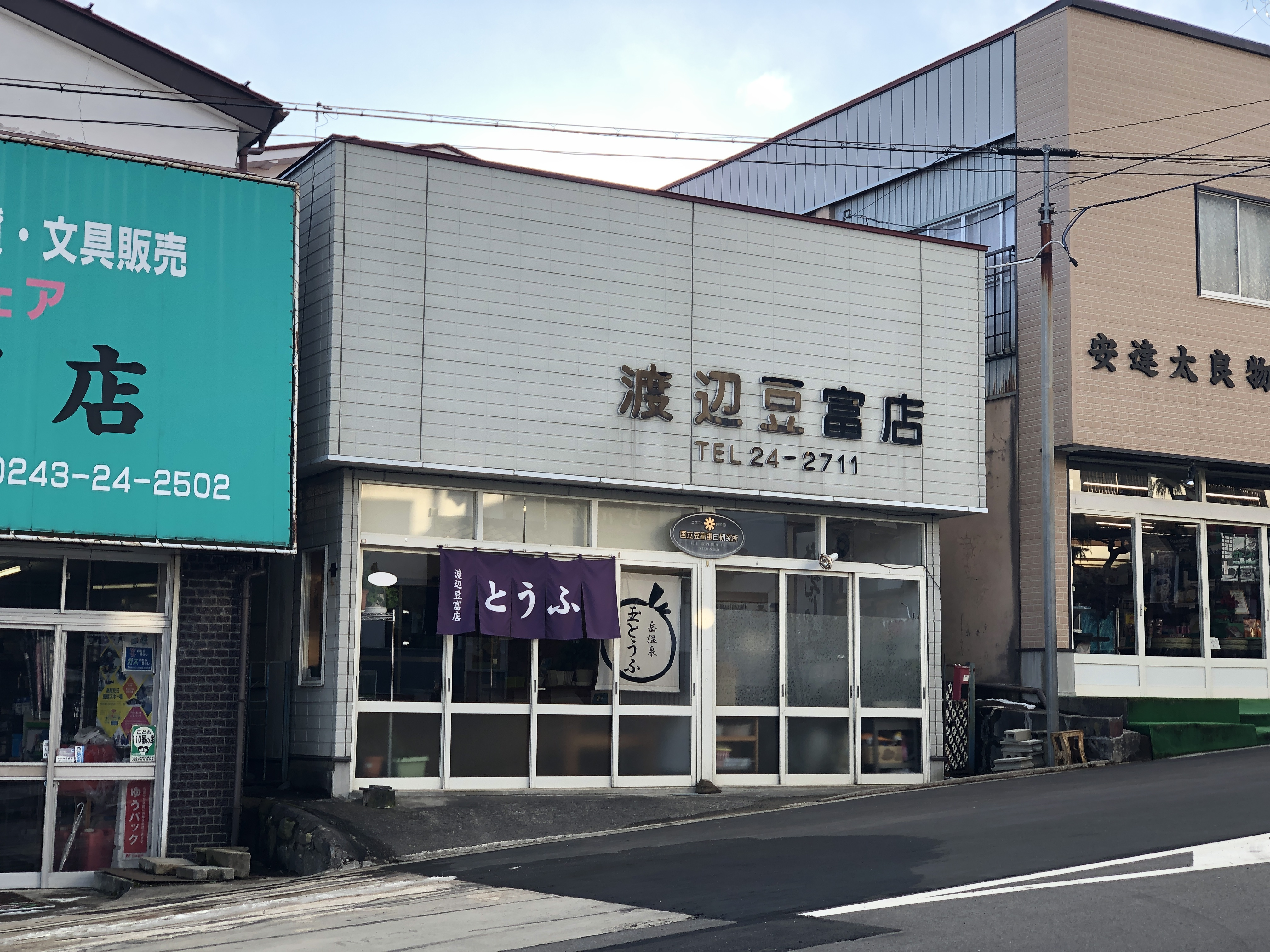
旧国立豆富蛋白研究所

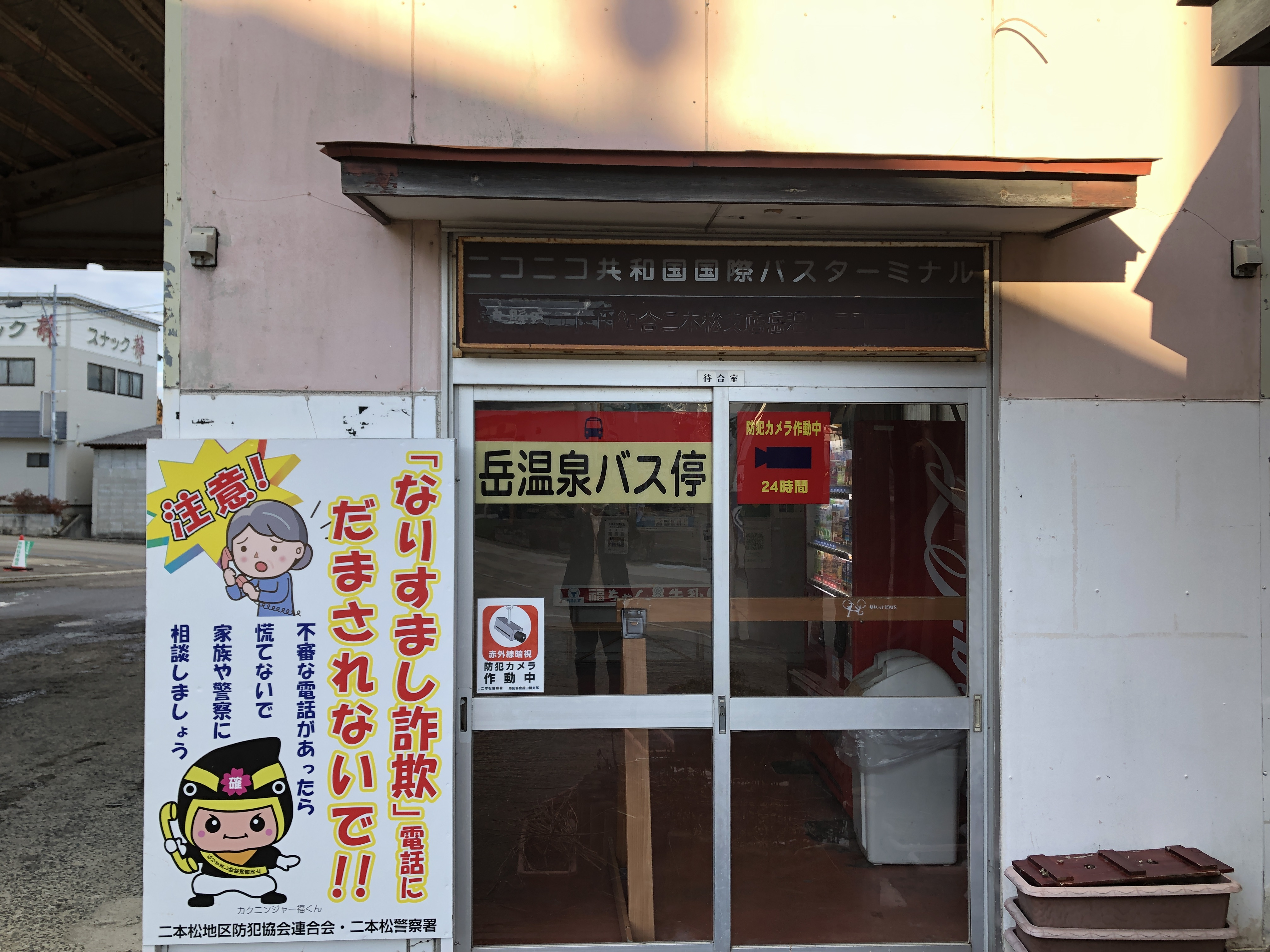
旧国際バスターミナル

- 国家通信省：郵便局
- 国家保安局：駐在所
- 国立中央小学校付属大学：安達太良小学校
- 国際医療統合庁：病院
- 国立競技場：グラウンド
- 国立豆富蛋白研究所：渡辺豆富店
- 国立演舞場：ストリップ劇場
- アブラ首長国連邦：ガソリンスタンド
- 「松の木離宮」「もみの木離宮」：各旅館
- 国立井戸端会議場：おみやげ屋
- 国際バスターミナル：岳温泉駅（福島交通）
- 国立議員食堂：御食事処 成駒
- 国立児童車教習所：佐藤物産館ゴーカート場

### 独立期間
1982年7月21日から2006年8月31日(合計8808日間)

### 地理
「あれが阿多々羅山、あの光るのが阿武隈川」と高村光太郎が“智恵子抄”の中で詩った安達太良峰の山裾、海抜600kmに位置する広さ約20km2の地域。東南斜面にゆったりと広がった地形のさわやかな高原で、地元の人から岳山麓と称されている。旅館16軒、商店30軒、飲食店30軒余り、酪農地帯でもある。国境の看板は3か所にあり、国境検問所は1か所である。
詳細な位置は東経140度19分09秒、北緯37度36分01秒。海抜500メートルから1200メートル。

### 反響
ニコニコ共和国は口コミにより観光客が多く集まった。県内外を問わずその人気は高く、当時の国鉄長谷川仙鉄局長が同国を表敬訪問するほどだった。ニコニコ共和国は地域おこしに大きな教訓を残したといえる。なぜなら地域住民の手によって立派に地域づくりが成されることを証明したからである。
当時、珍しさもあってか1日平均3000人を超える入国者があり、その数は13日間で69000人に達した。1日2000人の観光客を受け入れる旅館も大いに潤っていた。
独立宣言後、九州や四国からも問い合わせが相次いだ（木村四郎氏）。
初年度独立にかかった費用は、看板やパスポート印刷代などで2千数百万程度、マスコミ報道を宣伝費に換算すると大手広告代理店の試算では約9億円と言われた。
二本松市岳温泉の「ニコニコ共和国」と岩手県大槌町の「吉里吉里国」が友好国の締結をする。岳温泉は4月28日に独立宣言をしたとたん新聞、週刊誌、テレビのマスコミが取材におとずれ反響を呼んでいる。
客の入り込み具合は昨年夏の30 - 40%増。ニコニコ共和国が受けたのは、第一に温泉街ぐるみの“全員参加型”ということで2番目の理由は企画を立案、実施した30代から50代前半の若手に対して、旅館のだんな連が「夢みたいなこと言ってー」とそっぽを向かず、進んで話に乗って実行を若手のエネルギーにまかせたことである。
21日の開国以来、岳温泉は昨年同期の1.5倍、14万3000人の外国人（観光客）を呼び寄せ40日間で9億5000万円の外貨をかき集めた。同国のサマーフェスティバルは今日31日の大統領主催の晩さん会で幕を閉じるがこの好評に気をよくした同温泉はこれからも独立を続け、早くも新しいエベントなど来年夏に向けた秘策も練っていく。
ニコニコ共和国のエベントは開国前から全国のマスコミの話題になり、フェスティバル期間中、特にお盆期間中はパスポートにスタンプを押し、福引をする列が国会議事堂に延々と続いた。最初用意した2万部のパスポートは開国約30日で売り切れとなり、5000部を急遽増刷。

### 独立式典(1982年7月21日)
ニコニコ共和国スタート。平和の聖火リレー同共和国の国旗掲揚、国歌斉唱が行われた。
独立式典に先立ち、午後2時からパレードが行われた。
パレードは、国立競技場（野球場）から岳温泉に向けてスタートし、白バイ二台に先導され騎馬隊、小学校児童の鼓笛隊、国旗、大統領、閣僚の順に行進。4台のオープンカーには日本国二本松国王（二本松市長）、日本国各国要人、友好国の吉里吉里国国民代表が乗車。その後には日本国陸上自衛隊音楽隊、ニコニコ共和国消防隊、同農務省、トラクター部隊と約500メートルに渡ってパレードが続き、人波で埋まる岳温泉街のヒマラヤ通りを一巡した。沿道ではニコニコ国民らが小旗を振って立ち並び、独立パレードを歓迎した。
独立記念式典にて、木村四郎初代大統領は「我々はほんとうの空のもと。白雲わく安達太良のこの地に心のユートピア“ニコニコ共和国”を建国、日本国より独立し開国することを宣言する」と力強く独立宣言した後、独立憲章を発表、その宣言を受けて石川信義日本国二本松国王（二本松市長）が「独立を認めます」と承認、会場を埋めた約1000人の人々が祭り気分に沸き立った。

### 名残

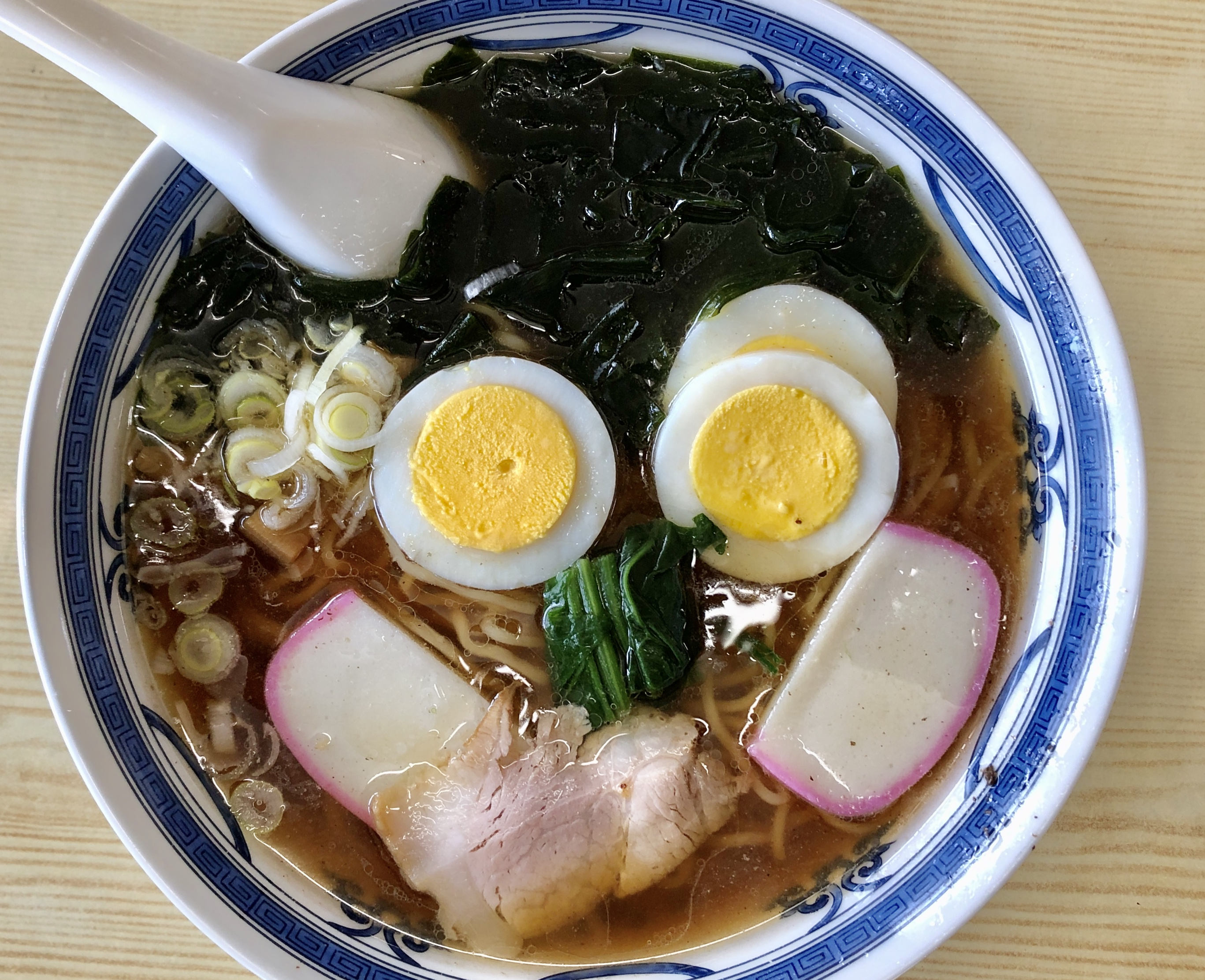
ニコニコラーメン

- 観光協会事務所には「ニコニコ共和国国会議事堂」の看板が掲げられている。
- 渡辺豆富店には、ニコニコ共和国時代の看板「国立豆富蛋白研究所」が未だに掲げられている。
- 岳温泉街の外れには、ニコニコ共和国のシンボルマークであるリスの銅像があしらわれたニコニコ橋があるなど、街のあちこちにリスのイラストが溢れている[11]。
- 岳温泉駅バス停には「国際バスターミナル」の文字が残っている。岳温泉飲食店には「ニコニコラーメン」という当時のメニューが残っている。

### 主な行事
イベント数は80以上。

ホタル鑑賞会、大統領ゴルフ大会、ビール早飲み大会。

安達太良登山、丸太切り大会、子ブタのレース、泥棒市、ニコニコ映画会、ニコニコちびっ子消防隊一日入隊、魚つかみどり大会、親子盆踊り大会、動物と一緒に遊ぼう、子どもみこし、アマチュアバンドコンサートなど。

### 関連商品

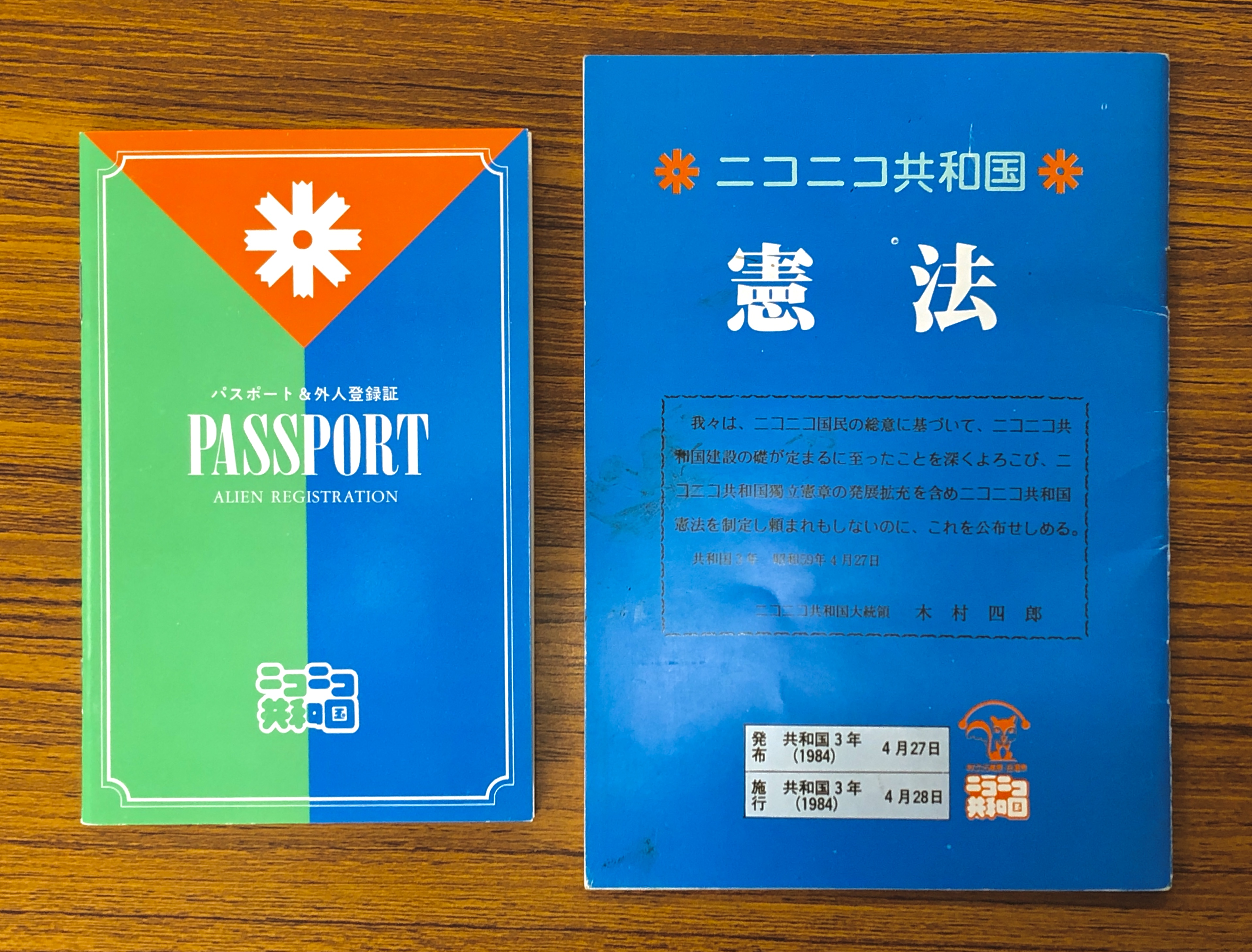
ニコニコ共和国憲法とパスポート

サイズが5種類あるTシャツ、キーホルダー、ハンカチ、スポーツタオル、エプロンなどどれも大変な売れ行きだった。共和国の財務省顧問で酒店経営の阿部篤によると、ビール60,000本(アサヒビールとコラボ)、ウイスキー3,000本(ニッカウヰスキー)を用意。開国から3週間ほどで、その3分の1が捌けた。

パスポートは1冊200円、2万冊を作成、独立約1ヶ月で増刷が決定。

## エリア放送
2013年（平成25年）7月に岳温泉観光協会がエリア放送地上一般放送局の免許を取得 、 フルセグおよびワンセグ放送をしていた  が2017年（平成29年）8月に廃止  した。
陽日の郷あづま館に地上一般放送局1局を設置していた。
| 免許人         | 局名             | 呼出符号     | 物理チャンネル | 周波数        | 空中線電力 | ERP   | 業務区域     |
| -------------- | ---------------- | ------------ | -------------- | ------------- | ---------- | ----- | ------------ |
| 岳温泉観光協会 | 岳温泉エリア放送 | JOXZ2CJ-AREA | 49ch           | 689.142857MHz | 10mW       | 6.3mW | 岳温泉街周辺 |